# Эльсниг (Саксония)
Эльсниг (нем. Elsnig) — община в Германии, в земле Саксония. Подчиняется административному округу Лейпциг. Входит в состав района Северная Саксония. Подчиняется управлению Доммич. Население составляет 1589 человек (на 31 декабря 2010 года). Занимает площадь 36,76 км².

## Население
| Год  | Численность | Численность |
| ---- | ----------- | ----------- |
| 2017 | 1398        | [ 1 ]       |
| 2019 | 1372        | [ 3 ]       |
| 2021 | 1391        | [ 4 ]       |
| 2022 | 1378        | [ 5 ]       |
| 2023 | 1360        | [ 2 ]       |